# Perissasterias
Perissasterias is een geslacht van zeesterren uit de familie Asteriidae.

## Soorten
- Perissasterias heptactis H.L. Clark, 1926
- Perissasterias monacantha McKnight, 1973
- Perissasterias obtusispina H.L. Clark, 1926
- Perissasterias polyacantha H.L. Clark, 1923